# Cameron Palatas
Cameron Palatas (San Pedro, 23 febbraio 1994) è un attore statunitense.

## Biografia
Cameron Lewis Palatas è nato il 23 febbraio 1994 a San Pedro, in California, mentre il padre, un ufficiale della marina statunitense, era intento a combattere nella Guerra del Golfo. Quando il padre tornò a casa, Cameron aveva quasi 6 mesi. Poco dopo la famiglia si trasferì prima a Newport, nel Rhode Island, poi a Yokosuka, in Giappone; Monterey, in California e Kansas City, nel Missouri. Cameron ha due fratelli maggiori: Nick, anch'egli attore, e Philip, sergente dell'esercito.
Nel 2007 Cameron ha lavorato come doppiatore per il videogioco TimeShift. 
Dopo aver recitato in alcuni cortometraggi e in alcuni episodi di serie televisive come October Road e iCarly nel 2011 recita da protagonista nella serie First Day.
Successivamente ha recitato nel film televisivo Point of Honor (2015) e nei film Pass the Light (2015), Gravidanze pericolose (2015), F the Prom (2017).

## Filmografia

### Attore

#### Cinema
- How Do You Spend the Off-Season?, regia di Rod Calarco – cortometraggio (2008)
- Gator Armstrong Plays with Dolls, regia di Kristin Gosney – cortometraggio (2008)
- How My Dad Killed Dracula, regia di Sky Soleil – cortometraggio (2008)
- Esperanza Beach, regia di Miguel Velez – cortometraggio (2009)
- A Prayer for the Umpire, regia di Charles W. Houle – cortometraggio (2009)
- A Bag of Hammers, regia di Brian Crano (2011) – non accreditato
- With You, regia di Dragan Roganovic – cortometraggio (2014)
- Pass the Light, regia di Malcolm Goodwin (2015)
- Gravidanze pericolose (Double Daddy), regia di Lee Friedlander (2015)
- Another Day in Paradise, regia di Jeffery Patterson (2016)
- F the Prom, regia di Benny Fine (2017)

#### Televisione
- October Road – serie TV, episodio 2x11 (2008)
- iCarly – serie TV, episodio 2x03 (2008)
- First Day – serie TV, 5 episodi (2011)
- A.N.T. Farm - Accademia Nuovi Talenti (A.N.T. Farm) – serie TV, episodi 1x20-1x22 (2012)
- Zach Stone Is Gonna Be Famous – serie TV, 12 episodi (2013)
- I fantasmi di casa Hathaway (The Haunted Hathaways) – serie TV, episodio 1x13 (2014)
- Non sono stato io (I Didn't Do It) – serie TV, episodio 1x03 (2014)
- Point of Honor, regia di Randall Wallace – film TV (2015)
- What Goes Around Comes Around, regia di Tim Story – film TV (2016)
- Agents of S.H.I.E.L.D. – serie TV, episodi 3x16-7x05 (2016-2020)

### Produttore esecutivo
- The Storm, regia di Vicki Palatas – cortometraggio (2018)

## Doppiatore
- TimeShift (2007) Videogioco

## Riconoscimenti
Il 13 novembre 2008 Cameron ha ricevuto un premio dalla città di Los Angeles e dal sindaco Antonio Villaraigosa per il suo impegno pubblico ad educare i giovani a rifiutare l'uso delle droghe.
Il 15 marzo 2009 è stato premiato con il BizParents CARE Award.
Nel 2017 al Great Lakes Christian Film Festival ha ottenuto una candidatura come migliore attore, senza però vincere il premio.